# V458 Большой Медведицы
V458 Большой Медведицы (лат. V458 Ursae Majoris) — двойная затменная переменная звезда типа W Большой Медведицы (EW) в созвездии Большой Медведицы на расстоянии приблизительно 4887 световых лет (около 1498 парсеков) от Солнца. Видимая звёздная величина звезды — от +13,77m до +13,49m. Орбитальный период — около 0,4573 суток (10,975 часов).